# Ti amo troppo per dirtelo
Ti amo troppo per dirtelo è un film televisivo italiano girato da Marco Ponti e trasmesso nel 2014 da Canale 5.

## Trama
Pietro e Francesca sono una giovane coppia di Torino prossima al matrimonio. La loro situazione potrebbe essere delle migliori: rampante avvocato divorzista lui, ricercatrice universitaria in fisica lei. Casualmente Pietro incontra fuori dal suo studio Stella, un'affascinante aspirante attrice a cui è stata sequestrata la macchina per sosta vietata. Pietro si offre di accompagnarla con la moto a sostenere un provino e le lascia il suo biglietto da visita. Quando Stella gli scrive per informarlo che ha ottenuto la parte, i due iniziano a vedersi piuttosto frequentemente all'insaputa di Francesca.
I loro incontri sfociano ben presto in una vera e propria tresca clandestina: Pietro fa i salti mortali per nascondere a Francesca la relazione, coinvolgendo anche i suoi amici, il tutto proprio mentre il suo capo gli ha affidato un complicato caso di divorzio che potrebbe dare una svolta decisiva alla sua carriera. Ben presto Stella comincia a stancarsi della situazione e chiede a Pietro di scegliere tra lei e Francesca, dato che ha intenzioni serie con lui. Di fronte alla sordità dell'uomo, Stella chiede un appuntamento con Francesca e le sbatte in faccia la verità, con tanto di messaggini e filmati. Le due donne si recano nello studio di Pietro e Francesca lo aggredisce fisicamente mentre è in riunione per il caso Valentini.
A questo punto Pietro deve scegliere tra Francesca e Stella. Rendendosi conto che con quest'ultima è stata solo una breve parentesi di sesso, Pietro punta a riconciliarsi con Francesca, la quale però si è messa nel frattempo con un collega di università. Mentre Pietro si lascia andare alla disperazione, attirando le occhiatacce del suo capo, Francesca viene convinta a sostenere l'esame per diventare professore associato. Per vendetta, Francesca recapita documenti di lavoro di Pietro alla controparte del caso Valentini, dato che una sua amica conosceva per caso la sig.ra Valentini, facendogli perdere il processo. Sono proprio gli amici di Pietro ad aiutarlo a incontrarsi con Francesca, rinchiudendoli in una stanza del Comune di Torino, dove si doveva sposare il migliore amico dell'uomo. Pietro e Francesca si chiariscono e dopo pochi mesi possono festeggiare le loro nozze.
Tuttavia le sue azioni hanno delle pesanti conseguenze per Pietro: il capo ha deciso di non licenziarlo dallo studio, facendolo però ripartire da zero e rendendo decisamente complicate le sue possibilità di carriera. Francesca ha invece vinto il concorso di professore associato.

## Camei
Tra le comparse troviamo Sergio Chiamparino nel ruolo di sindaco, Davide Dileo dei Subsonica nel ruolo di prete, Paola Iezzi in quello di una fiorista e Alex Infascelli nel ruolo del regista del film in cui recita Stella (Carolina Crescentini).

## Ascolti
| Messa in onda  | Telespettatori | Share  |
| -------------- | -------------- | ------ |
| 22 giugno 2014 | 2.707.000      | 13,12% |